# 에르스텟
에르스텟(oersted)은 도선에 흐르는 전류 때문에 생기는 자기장의 세기를 나타내는 단위다. 자기장 {\displaystyle \mathbf {H} }의 CGS 단위로 표시하며 기호는 Oe이다. 덴마크의 물리학자 한스 크리스티안 외르스테드의 이름을 딴 것이다. 국제단위계로 환산하면
1 에르스텟 = (1000/4π) 암페어/미터 ≈79.5774715 암페어/미터
이다.

## 같이 보기
- CGS 단위계